# Simulació de xarxa
En la investigació de xarxes informàtiques, la simulació de xarxa és una tècnica mitjançant la qual un programa de programari replica el comportament d'una xarxa real. Això s'aconsegueix calculant les interaccions entre les diferents entitats de la xarxa com ara encaminadors, commutadors, nodes, punts d'accés, enllaços, etc. La majoria de simuladors utilitzen simulació d'esdeveniments discrets en què es modela sistemes en què les variables d'estat canvien en moments discrets en el temps. El comportament de la xarxa i les diferents aplicacions i serveis que admet es poden observar en un laboratori de proves; També es poden modificar de manera controlada diversos atributs de l'entorn per avaluar com es comportarien la xarxa/protocols en diferents condicions.

## Simulador de xarxa
Un simulador de xarxa és un programa de programari que pot predir el rendiment d'una xarxa d'ordinadors o una xarxa de comunicació sense fil. Com que les xarxes de comunicació s'han convertit en eines complexes per als mètodes analítics tradicionals per proporcionar una comprensió precisa del comportament del sistema, s'utilitzen simuladors de xarxa. En els simuladors, la xarxa d'ordinadors es modela amb dispositius, enllaços, aplicacions, etc., i s'informa del rendiment de la xarxa. Els simuladors inclouen suport per a les tecnologies i xarxes més populars que s'utilitzen actualment, com ara 5G, Internet de les coses (IoT), LAN sense fil, xarxes mòbils ad hoc, xarxes de sensors sense fil, xarxes ad hoc de vehicles, xarxes de ràdio cognitives, LTE.

## Simulacions
La majoria dels simuladors comercials estan impulsats per GUI, mentre que alguns simuladors de xarxa estan impulsats per CLI. El model/configuració de xarxa descriu la xarxa (nodes, encaminadors, commutadors, enllaços) i els esdeveniments (transmissions de dades, error de paquets, etc.). Els resultats de sortida inclourien mètriques a nivell de xarxa, mètriques d'enllaç, mètriques de dispositius, etc. A més, també estarien disponibles els fitxers de traça de simulacions. Els fitxers de traça registren cada paquet, cada esdeveniment que es va produir a la simulació i s'utilitza per a l'anàlisi. La majoria dels simuladors de xarxa utilitzen la simulació d'esdeveniments discrets, en la qual s'emmagatzema una llista d'"esdeveniments" pendents, i aquests esdeveniments es processen en ordre, amb alguns esdeveniments que desencadenen esdeveniments futurs, com ara l'esdeveniment de l'arribada d'un paquet a un node que desencadena l'esdeveniment l'arribada d'aquest paquet a un node posterior.

## Emulació de xarxa
L'emulació de xarxa permet als usuaris introduir dispositius i aplicacions reals en una xarxa de prova (simulada) que altera el flux de paquets de manera que imite el comportament d'una xarxa en directe. El trànsit en directe pot passar pel simulador i veure's afectat per objectes dins de la simulació.
La metodologia típica és que els paquets reals d'una aplicació en directe s'envien al servidor d'emulació (on es simula la xarxa virtual). El paquet real es "modula" en un paquet de simulació. El paquet de simulació es demodula en un paquet real després d'haver experimentat efectes de pèrdua, errors, retard, jitter, etc., transferint així aquests efectes de xarxa al paquet real. Per tant, és com si el paquet real fluís per una xarxa real, però en realitat fluís per la xarxa simulada.
L'emulació s'utilitza àmpliament en l'etapa de disseny per validar xarxes de comunicació abans del desplegament.

## Llista de simuladors de xarxa
Hi ha simuladors de xarxa lliures/de codi obert i propietaris disponibles. Alguns exemples de simuladors / emuladors de xarxa de codi obert notables inclouen:
- ns Simulador
- GloMoSim
- SimGrid

També hi ha alguns simuladors de xarxes comercials notables.

## Ús dels simuladors de xarxa
Els simuladors de xarxa proporcionen un mètode rendible per
- Anàlisi de la cobertura, la capacitat, el rendiment i la latència 5G, 6G
- R+D de la xarxa (més del 70% de tots els documents d'investigació en xarxa fan referència a un simulador de xarxa)
- Aplicacions de defensa com ara ràdios MANET basades en UHF/VHF/L-Band Radio, Dynamic TDMA MAC, PHY Waveforms, etc.
- Simulacions IOT, VANET
- Simulació de comunicació de xarxa d'UAV/eixam de drons
- Aprenentatge automàtic per a xarxes de comunicació
- Educació: cursos en línia, experimentació de laboratori i R+D. La majoria de les universitats utilitzen un simulador de xarxa per a l'ensenyament/R+D ja que és massa car comprar equips de maquinari

Hi ha una gran varietat de simuladors de xarxa, que van des dels molt simples fins als molt complexos. Com a mínim, un simulador de xarxa ha de permetre a un usuari
- Modeleu la topologia de la xarxa especificant els nodes de la xarxa i els enllaços entre aquests nodes
- Modeleu el flux d'aplicació (trànsit) entre els nodes
- Proporcionar mètriques de rendiment de la xarxa, com ara el rendiment, la latència, l'error, etc., com a sortida
- Avaluar protocols i dissenys de dispositius
- Registre mesures de ràdio, paquets i esdeveniments per a anàlisis detallats i depuració